# 1958-as Formula–1 belga nagydíj
Az 1958-as Formula–1-es világbajnokság ötödik futama a belga nagydíj volt.

## Futam
Egy év kihagyás után a Formula–1 visszatért a belga Spa-Francorchamps-ba, amely pályát néhány helyen átalakítottak, így valamivel gyorsabb lett, mint korábban. A nagydíj arról nevezetes, hogy ezen állt először rajthoz a sportág történetében női versenyző az olasz Maria Teresa de Filippis személyében, aki egy privát Maseratival a tizedik helyen, kétkörös hátrányban fejezte be a futamot. A Ferrarik versenyképesnek bizonyultak, ugyanis az időmérőn Hawthorn volt a leggyorsabb Luigi Musso, a maseratis Masten Gregory, Peter Collins és a vanwallos Tony Brooks előtt. A rajtot követően a kilencedik rajtkockából induló Moss állt az élre, majd még az 1. körben a brit kihagyott egy sebességet, s az autó elfüstölt. Ezután Brooks vette át a vezetést, aki hamarosan Collinsszal csatázott, aki a 6. körben a motor túlhevülése miatt kiállni kényszerült. A következő fordulóban Musso kereke hibásodott meg, amely balesethez vezette az olaszt. Végül Brooks nyert Hawthorn, Lewis-Evans és a lotusos Cliff Allison és a BRM-es Schell előtt.
|    | Rsz. | Versenyző                | Csapat        | Körök | Idő/Kiesések | Rajthely | Pontok |
| -- | ---- | ------------------------ | ------------- | ----- | ------------ | -------- | ------ |
| 1  | 4    | Tony Brooks              | Vanwall       | 24    | 1:37'06,3    | 5        | 8      |
| 2  | 16   | Mike Hawthorn            | Ferrari       | 24    | +20,7        | 1        | 7      |
| 3  | 6    | Stuart Lewis-Evans       | Vanwall       | 24    | +3'00,9      | 11       | 4      |
| 4  | 40   | Cliff Allison            | Lotus-Climax  | 24    | +4:15,5      | 12       | 3      |
| 5  | 10   | Harry Schell             | BRM           | 23    | +1 kör       | 7        | 2      |
| 6  | 20   | Olivier Gendebien        | Ferrari       | 23    | +1 kör       | 6        |        |
| 7  | 28   | Maurice Trintignant      | Maserati      | 23    | +1 kör       | 16       |        |
| 8  | 24   | Roy Salvadori            | Cooper-Climax | 23    | +1 kör       | 13       |        |
| 9  | 36   | Jo Bonnier               | Maserati      | 22    | +2 kör       | 14       |        |
| 10 | 26   | Maria Teresa de Filippis | Maserati      | 22    | +2 kör       | 19       |        |
| Ki | 38   | Paco Godia               | Maserati      | 22    | Motor        | 18       |        |
| Ki | 22   | Jack Brabham             | Cooper-Climax | 16    | Túlhevülés   | 8        |        |
| Ki | 42   | Graham Hill              | Lotus-Climax  | 12    | Motor        | 15       |        |
| Ki | 18   | Luigi Musso              | Ferrari       | 5     | Baleset      | 2        |        |
| Ki | 14   | Peter Collins            | Ferrari       | 5     | Túlhevülés   | 4        |        |
| Ki | 8    | Jean Behra               | BRM           | 5     | Olajnyomás   | 10       |        |
| Ki | 32   | Wolfgang Seidel          | Maserati      | 4     | Féltengely   | 17       |        |
| Ki | 2    | Stirling Moss            | Vanwall       | 0     | Motor        | 9        |        |
| Ki | 30   | Masten Gregory           | Maserati      | 0     | Motor        | 3        |        |

## Statisztikák
- Tony Brooks 2. győzelme, Mike Hawthorn 1. pole-pozíciója, 3. leggyorsabb köre.
- Vanwall 5. győzelme

Vezető helyen:
- Tony Brooks: 21 kör (1/3/6-24)
- Peter Collins: 3 kör (2/4-5)